# México en los Juegos Mundiales de Birmingham 2022
México fue una de las 110 delegaciones que competieron en los Juegos Mundiales de 2022.
La delegación mexicana estuvo compuesta de 87 atletas que participaron en 15 deportes.
En esta edición México logró la mejor participación de toda su historia, rompiendo su récord de medallas de oro al ganar 5.

## Medallero
| Medallas por deporte | Medallas por deporte | Medallas por deporte | Medallas por deporte | Medallas por deporte |
| -------------------- | -------------------- | -------------------- | -------------------- | -------------------- |
| Deporte              |                      |                      |                      | Total                |
| Raquetbol            | 1                    | 1                    | 1                    | 3                    |
| Patinaje             | 1                    | 1                    | 1                    | 3                    |
| Fútbol bandera       | 1                    | 0                    | 1                    | 2                    |
| Kickboxing           | 1                    | 0                    | 0                    | 1                    |
| Tiro con arco        | 1                    | 0                    | 0                    | 1                    |
| Duatlón              | 0                    | 0                    | 1                    | 1                    |
| Muay thai            | 0                    | 0                    | 1                    | 1                    |
| Total                | 5                    | 2                    | 5                    | 12                   |

## Delegación

### Baile
Rock & Roll 
| Atleta                                              | Evento | Primera ronda | Primera ronda | Repesca | Repesca  | Semifinales            | Semifinales            | Final    | Final |
| Atleta                                              | Evento | Puntos        | Posición      | Puntos  | Posición | Oponente Clasificación | Oponente Clasificación | Posición |       |
| --------------------------------------------------- | ------ | ------------- | ------------- | ------- | -------- | ---------------------- | ---------------------- | -------- | ----- |
| Monserrat Ramírez Martínez Adán David Vergara Ramos | Pareja | -7.21         | 13            | -40.08  | 7        | Eliminados             | Eliminados             | 13       |       |

### Balonmano playa
| Categoría                    | Femenil |
| ---------------------------- | --- |
| Plantel                      | Lucía Berra Andrea de León Ana Hernández Claudia Macías Martha Mejía Fernanda Rivera Gabriela Salazar Edna Uresty Adela Valenzuela Itzel Vargas |
| Fase de grupos               | # 0:2 (17:34, 18:28) # 0:2 (18:23, 16:19) # 2:0 (24:9, 28:15) # 0:2 (22:20, 20:18) # 0:2 (18:34, 12:24)                                         |
| Partido por el quinto puesto | # 2:0 (17:12, 19:8) |
| Final                        | No avanzó |
| Posición                     | 5° |

### Boliche
Femenil
- Iliana Lomelí
- Aseret Zetter

### Duatlón
| Atleta                            | Evento         | Final   | Final    |
| Atleta                            | Evento         | Tiempo  | Posición |
| --------------------------------- | -------------- | ------- | -------- |
| Víctor Emmanuel Zambrano González | Varonil        | 1:48:56 |          |
| José Isaac Valencia Villaverde    | Varonil        | 1:52:34 | 10°      |
| Guadalupe Aguilar                 | Femenil        | DSQ     | DSQ      |
| Luisa Daniela Baca Vargas         | Femenil        | DSQ     | DSQ      |
| Víctor Zambrano Daniela Baca      | Relevos mixtos | 1:22:45 | 8°       |
| Isaac Valencia Guadalupe Aguilar  | Relevos mixtos | 1:22:52 | 9°       |

### Esquí acuático
Wakeboard
- Pablo Monroy - Estilo libre varonil

Esquí
- Álvaro Lamadrid - Eslalon varonil
- Patricio Font - Trucos varonil

### Ju-Jitsu
- Eduardo Gutiérrez - 69kg varonil
- Ángel Ochoa - 77kg varonil
- Quitzé Balam - 85 kg. Varonil

### Kickboxing
Varonil
| Atleta                       | Evento     | Cuartos de final   | Semifinales          | Final / BM          | Final / BM |
| Atleta                       | Evento     | Oponente Marcador  | Oponente Marcador    | Oponente Marcador   | Posición   |
| ---------------------------- | ---------- | ------------------ | -------------------- | ------------------- | ---------- |
| Miguel David Martínez Aceves | K1 63.5 kg | BRA Oliveira G 0–3 | KGZ Fozilzhonov G WO | UKR Sananzade G 0–3 |            |

### Muay thai
Femenil
| Atleta       | Evento | Cuartos de final            | Semifinales         | Final / BM          | Final / BM |
| Atleta       | Evento | Oponente Marcador           | Oponente Marcador   | Oponente Marcador   | Posición   |
| ------------ | ------ | --------------------------- | ------------------- | ------------------- | ---------- |
| Laura Burgos | 54 kg  | GER Flores-Pertegas G 30–27 | ITA Melillo P 28–29 | AUS Schmidt G 29–28 |            |

Varonil
| Atleta                      | Evento | Cuartos de final  | Semifinales        | Final / BM          | Final / BM |
| Atleta                      | Evento | Oponente Marcador | Oponente Marcador  | Oponente Marcador   | Posición   |
| --------------------------- | ------ | ----------------- | ------------------ | ------------------- | ---------- |
| Miguel Ángel Padilla Robles | 81 kg  | Bye               | POR Calado P 28–29 | UAE Hbibali P 27–30 | 4°         |

### Patinaje

#### Pista
| Atleta                                 | Categoría                        | Clasificación | Clasificación | Cuartos de final | Cuartos de final | Semifinal | Semifinal | Final         | Final    | Posición |
| Atleta                                 | Categoría                        | Tiempo        | Posición      | Tiempo           | Posición         | Tiempo    | Posición  | Tiempo/Puntos | Posición | Posición |
| -------------------------------------- | -------------------------------- | ------------- | ------------- | ---------------- | ---------------- | --------- | --------- | ------------- | -------- | -------- |
| Femenil                                |                                  |               |               |                  |                  |           |           |               |          |          |
| Valentina Alejandra Letelier Cartagena | 10,000 m. Eliminación            | -             | -             | -                | -                | -         | -         | -             | -        | -        |
| Valentina Alejandra Letelier Cartagena | 10,000 m. Eliminación por puntos | -             | -             | -                | -                | -         | -         | -             | -        | -        |
| Carolina Huerta Cárdenas               | Contrarreloj 200 m               | -             | -             | -                | -                | -         | -         | -             | -        | -        |
| Carolina Huerta Cárdenas               | Sprint 500 m.                    | -             | -             | -                | -                | -         | -         | -             | -        | -        |
| Carolina Huerta Cárdenas               | Sprint 1000 m                    | -             | -             | -                | -                | -         | -         | -             | -        | -        |
| Varonil                                |                                  |               |               |                  |                  |           |           |               |          |          |
| Mike Paez                              | 10,000 m. Eliminación            | -             | -             | -                | -                | -         | -         | -             | -        | -        |
| Mike Paez                              | 10,000 m. Eliminación por puntos | -             | -             | -                | -                | -         | -         | -             | -        | -        |
| Jorge Luis Martínez                    | Contrarreloj 200 m               | -             | -             | -                | -                | -         | -         | -             | -        | -        |
| Jorge Luis Martínez                    | Sprint 500 m.                    | -             | -             | -                | -                | -         | -         | -             | -        | -        |
| Jorge Luis Martínez                    | Sprint 1000 m                    | -             | -             | -                | -                | -         | -         | -             | -        | -        |

#### Calle
| Atleta                                 | Categoría                   | Clasificación | Clasificación | Cuartos de final | Cuartos de final | Semifinal | Semifinal | Final         | Final    | Posición |
| Atleta                                 | Categoría                   | Tiempo        | Posición      | Tiempo           | Posición         | Tiempo    | Posición  | Tiempo/Puntos | Posición | Posición |
| -------------------------------------- | --------------------------- | ------------- | ------------- | ---------------- | ---------------- | --------- | --------- | ------------- | -------- | -------- |
| Femenil                                |                             |               |               |                  |                  |           |           |               |          |          |
| Valentina Alejandra Letelier Cartagena | 15,000 m. Eliminación       | -             | -             | -                | -                | -         | -         | -             | -        | -        |
| Valentina Alejandra Letelier Cartagena | 10,000 m. Carrera de puntos | -             | -             | -                | -                | -         | -         | -             | -        | -        |
| Carolina Huerta Cárdenas               | Sprint 1 vuelta             | -             | -             | -                | -                | -         | -         | -             | -        | -        |
| Carolina Huerta Cárdenas               | Sprint 100 m                | -             | -             | -                | -                | -         | -         | -             | -        | -        |
| Varonil                                |                             |               |               |                  |                  |           |           |               |          |          |
| Mike Paez                              | 15,000 m. Eliminación       | -             | -             | -                | -                | -         | -         | -             | -        | -        |
| Mike Paez                              | 10,000 m. Carrera de puntos | -             | -             | -                | -                | -         | -         | -             | -        | -        |
| Jorge Luis Martínez                    | Sprint 1 vuelta             | -             | -             | -                | -                | -         | -         | -             | -        | -        |
| Jorge Luis Martínez                    | Sprint 100 m                | -             | -             | -                | -                | -         | -         | -             | -        | -        |

### Raquetbol
Varonil
- Andree Parrilla
- Rodrigo Montoya

Femenil
- Paola Longoria
- Samantha Salas

Además de competir, Paola Longoria también participará en la Ceremonia de Apertura al ser elegida como una de las mejores deportistas de la historia de los Juegos Mundiales

### Sóftbol
La selección femenil mexicana de Sóftbol clasificó por su ranking mundial.

### Tiro con arco
| Atleta         | Categoría      | Clasificación | Clasificación | Ronda de 32                | Octavos de final                 | Cuartos de final                | Semifinales                       | Final/bronce                       | Posición       |
| Atleta         | Categoría      | Puntos        | Posición      | Oponente Resultado         | Oponente Resultado               | Oponente Resultado              | Oponente Resultado                | Oponente Resultado                 | Posición       |
| -------------- | -------------- | ------------- | ------------- | -------------------------- | -------------------------------- | ------------------------------- | --------------------------------- | ---------------------------------- | -------------- |
| Femenil        |                |               |               |                            |                                  |                                 |                                   |                                    |                |
| Andrea Becerra | Arco compuesto | 683           | 19            | # Jody Beckers V (147-137) | # Toja Ellison D (143-144)       | No avanzó                       | No avanzó                         | No avanzó                          | 17°            |
| Varonil        |                |               |               |                            |                                  |                                 |                                   |                                    |                |
| Miguel Becerra | Arco compuesto | 708           | 6             | bye                        | # Braden Gellenthien V (147-147) | # Roberto Hernández V (149-148) | # Christopher Perkins V (147-145) | # Jean-Philippe Boulch V (147-146) | Medalla de oro |

### Tochito
México calificó a su selección masculina y femenina a los Juegos gracias a sus resultados en el Campeonato Mundial de Flag Football de 2021.

### Wushu
| Atleta                     | Categoría                | Clasificación | Clasificación |  |
| Atleta                     | Categoría                | Puntos        | Posición      |  |
| -------------------------- | ------------------------ | ------------- | ------------- |  |
| Femenil                    |                          |               |               |  |
| Alexa Fernanda Cruz Gómez  | Daoshu/Gunshu All Around | 18.267        | 4             |  |
| Varonil                    |                          |               |               |  |
| Dante Salvador Gamboa Meza | Changquan                | DNS           | DNS           |  |